# Chiesa di San Giovanni Battista (Montecreto)
La chiesa di San Giovanni Battista è la parrocchiale di Montecreto, in provincia di Modena ed arcidiocesi di Modena-Nonantola; fa parte del vicariato del Cimone.

## Storia
La prima citazione di una cappella a Montecreto risale alla fine del Duecento; dagli elenchi dei luoghi di culto dell'arcidiocesi modenese si apprende che l'ecclesia Sancti Joannis de Montecreto era filiale della pieve di Renno.
La parrocchiale venne riedificata sul finire del XVI secolo; i lavori furono condotti grazie all'interessamento di don Apollonio Zanelli.
Nel 1847 l'edificio venne interessato da un intervento di rimaneggiamento che portò all'apertura di nuove finestre e alla realizzazione dell'apparato decorativo.
Successivamente al Concilio Vaticano II, per adeguare la chiesa alle nuove norme, si procedette all'installazione nel presbiterio dell'ambone e dell'altare rivolto verso l'assemblea; nel 1979 il tetto e i serramenti furono oggetto di un rifacimento.

## Descrizione

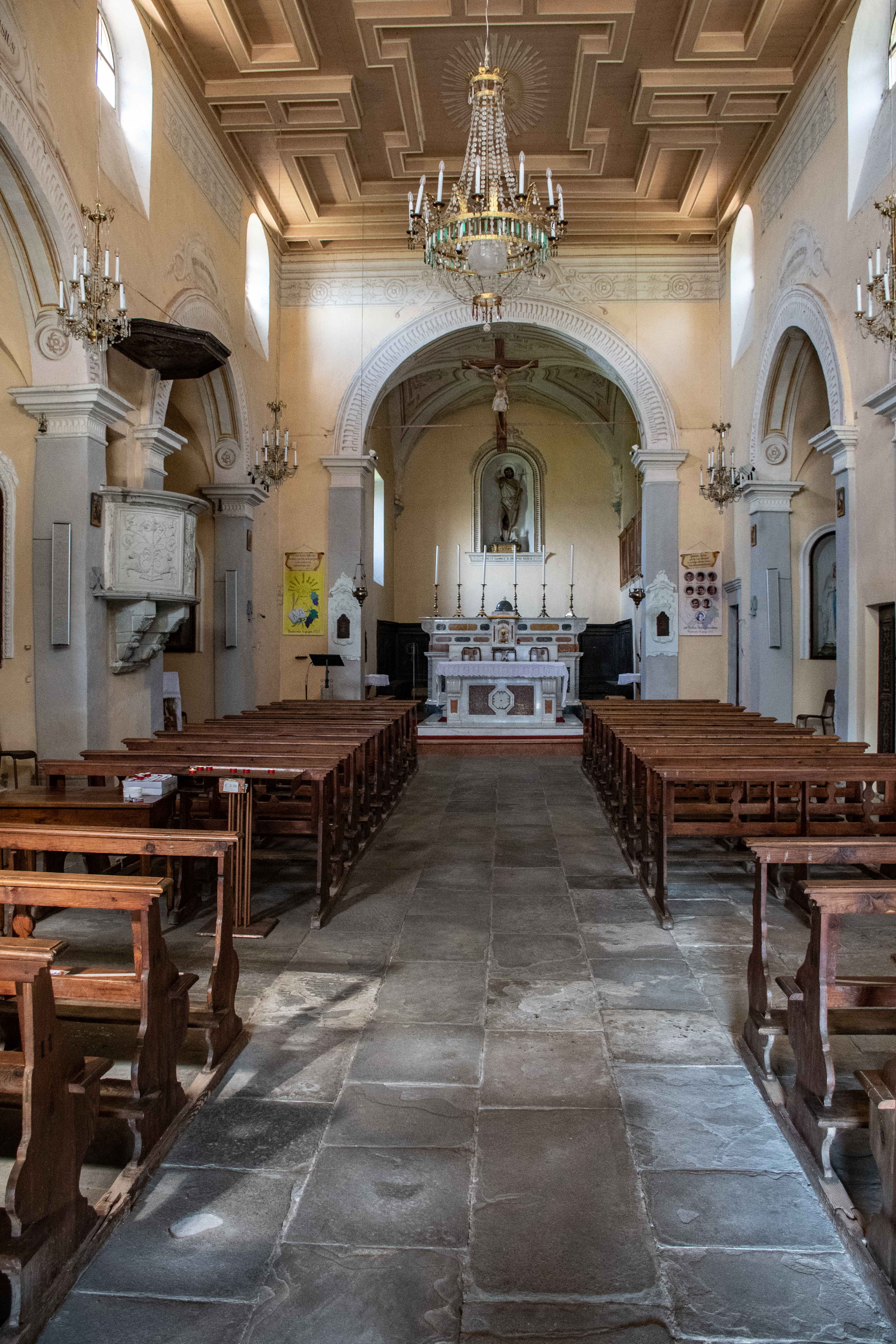
L'interno

### Facciata
La facciata a capanna della chiesa, rivolta a sudovest, è tripartita da quattro lesene e presenta centralmente il portale d'ingresso architravato e sopra il rosone, mentre ai lati si aprono due finestre.
Distante alcune decine di metri dalla parrocchiale è il campanile a base quadrata, la cui cella presenta su ogni lato una monofora ed è coperta dal tetto a quattro falde.

### Interno
L'interno dell'edificio si compone di un'unica navata con volta cassettonata, le cui pareti sono scandite da paraste sorreggenti gli archi a tutto sesto che introducono le sei cappelle laterali; al termine dell'aula si sviluppa il presbiterio, rialzato di un gradino in marmo rosso, voltato a crociera e chiuso dall'abside rettangolare.